# Corallus grenadensis
Corallus grenadensis, también conocida como boa arbórea de Granada o boa arbórea del Banco de Granada, es una especie de boa no venenosa que se encuentra en Granada. Actualmente no se reconoce ninguna subespecie.

## Descripción
Una especie con un patrón de color variable, se encuentra en una amplia gama de hábitats, pero se encuentra principalmente en matorrales más secos y selvas húmedas. Rara vez se encuentra en cautiverio.

## Rango geográfico
Se encuentra en las Granadinas, incluidas las islas Bequia, Quatre, Baliceaux, Mustique, Canouan, Mayreau, Unión, Carriacou y Granada. La localidad tipo dada es "St. George's, Grenada".